# Tekla Michalina Nowicka-Kwiatkowska

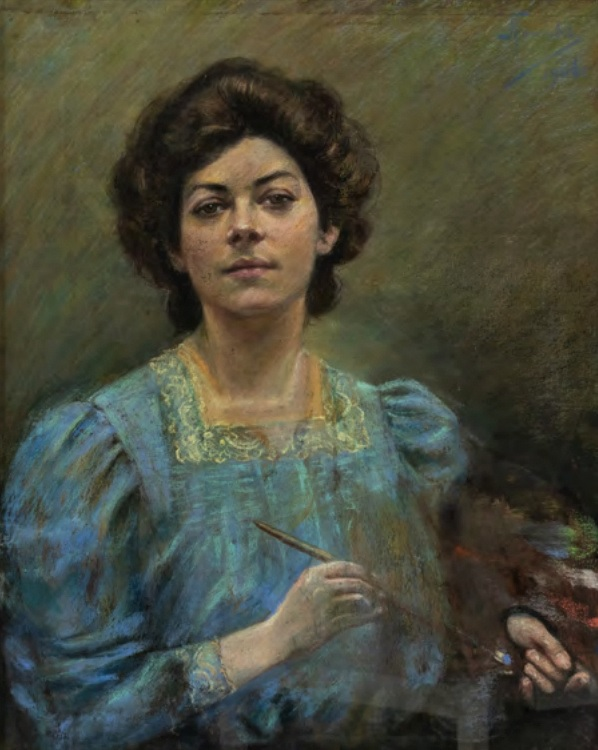
Tekla Michalina Nowicka-Kwiatkowska - Autorretrato - 1906

Tekla Michalina Nowicka-Kwiatkowska (1877 - 1932) foi uma artista polonesa que estudou na Académie Julian em Paris no início do século XX. Ela expôs seus trabalhos em Vilnius e Varsóvia e foi membro da Society for the Encouragement of Fine Arts in Warsaw a partir de 1925. Seu estilo de arte era caracterizado por imagens românticas de mulheres em pastéis e aquarelas, com linhas fluidas e cores sutis, influenciadas pela Art Nouveau e Franciszek Żmurko.